# Tokyo Ghoul
Tokyo Ghoul (japonsko Predloga:東京喰種, Hepburn Tōkyō Gūru) (japonsko: 東京喰種 Audrey: Tōkyō Gūru) je japonska temnofantastična manga serija, ki jo je ustvaril Sui Ishida. Bila je serializirana v seinen manga reviji Weekly Young Jump založnika Shueisha med septembrom 2011 in septembrom 2014 in bila zbrana v štirinajstih tankōbon izdajah začenši avgusta 2014. Nadaljevanje z naslovom Tokyo Ghoul:re je bilo serializirano v isti reviji oktobra 2014, predzgodba z naslovom Tokyo Ghoul Jack pa je bila pretakana na Jump Live.
12-epizodna anime adaptacija studia Pierrot je bila predvajana na Tokyo MX med julijem in septembrom 2014. 12-epizodna druga sezona Tokyo Ghoul √A (Tokyo Ghoul Root A), ki sledi izvirni zgodbi, je začela biti predvajana 8. januarja 2015 in končala na 26. marca istega leta. V Severni Ameriki mango izdaja Viz Media, medtem ko je anime serija pod licenco Funimationa. V Avstraliji ima licenco za anime Madman Entertainment.
Premiera anime adaptacije, ki pokriva nadaljevanje mange – Tokyo Ghoul:re, je bila napovedana za leto 2018.
Igrani film, ki temelji na mangi, je bil na Japonskem izdan 29. julija 2017.

## Pregled

### Postavitev
Tokyo Ghoul je postavljen v alternativno stvarnost Tokijske metropole, kjer ghuli, posamezniki, ki lahko preživijo le z uživanjem človeškega mesa, v tajnosti živijo med normalnimi ljudmi, skrivajoč svojo pravo naravo, da bi se izognili preganjanju japonske oblasti. Poleg izboljšanih hitrosti, čutov in regenerativnih sposobnosti je običajen ghul precejkrat močnejši od normalnega človeka, ima kožo, odporno na vbod običajnega hladnega orožja, in ima vsaj en poseben plenilski organ, imenovan "kagune", ki se lahko izrazi in uporabi kot orožje v boju. Druga značilna lastnost ghulov je, da kadar so vznemirjeni ali lačni, beločnica obeh njihovih očes postane črna, šarenica pa rdeča. Ta mutacija je znana kot "kakugan." V primeru polghula se le eno oko spremeni. Pol-ghul se lahko rodi bodisi kot otrok ghula in človeka bodisi je umetno ustvarjen s presaditvijo organov ghula v človeka. V obeh primerih je polghul ponavadi veliko močnejši kot čistokrvni ghul. Obstajajo tudi primeri polljudi, hibridov ghulov in ljudi, ki se lahko hranijo kot normalni ljudje in nimajo kaguneja, imajo pa izboljšane sposobnosti, toda skrajšano pričakovano življenjsko dobo. Za izkoreninjenje ghulov so bile ustvarjene številne organizacije, financirane s strani japonske vlade.

### Zgodba
Študent Ken Kaneki komaj preživi smrtonosno srečanje z Rize Kamishiro, dekletom, ki ga je povabil na zmenek in ki se mu razkrije kot ghul. V kritičnem stanju je pripeljan v bolnišnico. Po okrevanju Kaneki ugotovi, da je prestal operacijo, ki ga je spremenila v polghula. To je bilo doseženo s tem, ko so nekatere Rizejine organe transplantirali v njegovo telo, zato mora zdaj kot navadni ghuli uživati človeško meso, da bi preživel. Ghuli, ki upravljajo kavarno "Anteiku", ga sprejmejo medse in ga naučijo, kako živeti kot polghul. Nekaj njegovih vsakdanje bitih bitk vključuje integracijo v ghulovsko družbo, kot tudi tajenje svoje polghulovske identitete pred svojimi človeškimi prijatelji.
Prednadaljevanje serije Tokyo Ghoul [Jack] obravnava mladostnika Kishōja Arimaja in Taishija Furaja, lika glavne serije, ki se spoznata, ko se povežeta, da bi raziskala smrt Taishijevega prijatelja, ki ga je ubil ghul. Taishi se pridruži Arimaju in se včlani v CCG (Comission of Counter Ghoul - Protighulna komisija).
Nadaljevanje serije Tokyo Ghoul:re prikazuje amnestičnega Kanekija v njegovi novi identiteti kot Haise Sasaki (kot posledica grozne možganske poškodbe, ki mu jo je prizadejal Kishō Arima). Je vodja posebne ekipe CCG raziskovalcev, imenovane "Quinx Squad", ki so prestali podobno proceduro, kot jo je on, tj. da so pridobili posebne ghulovske sposobnosti, da bi se bojevali proti ghulom, hkrati pa še naprej živeli kot normalni ljudje.